# Miss Praha Open
Miss Praha Open je tuzemská soutěž o nejkrásnější dívku v Praze. Je to soutěž otevřená, proto mají možnost soutěžit všechny dívky z celé České republiky od 16 let. 

## Vítězky soutěže
| rok  | ročník | Miss Praha Open    | I. vicemiss       | II. vicemiss        | Datum konání       | Místo konání               |
| ---- | ------ | ------------------ | ----------------- | ------------------- | ------------------ | -------------------------- |
| 2000 | 1.     | Lenka Přibylová    | Lenka Vomočil     |                     | listopad 2000      |                            |
| 2001 | 2.     | Renata Kurečková   |                   |                     | listopad 2001      |                            |
| 2002 | 3.     | Veronika Jirsová   |                   |                     | listopad 2002      |                            |
| 2003 | 4.     | Petra Čuboňová     | Petra Zíková      | Martina Dvořáková   | listopad 2003      |                            |
| 2004 | 5.     | Iveta Lutovská     | Markéta Macková   | Katarína Šamajová   | listopad 2004      |                            |
| 2005 | 6.     | Tereza Adamcová    | Kateřina Papežová | Kristýna Šímová     | listopad 2005      | Obecní dům (Smetanova síň) |
| 2006 | 7.     | Monika Horáková    | Zuzana Jandová    | Karolína Havránková | 11. listopadu 2006 | Obecní dům (Smetanova síň) |
| 2007 | 8.     | Kateřina Kuřátková | Klára Fiksová     | Zuzana Šamajová     | 4. listopadu 2007  | Obecní dům (Smetanova síň) |
| 2008 | 9.     | Michaela Dihlová   | Šárka Cojocarová  | Monika Vaculíková   | 8. listopadu 2008  | Palác Žofín (Velký sál)    |
| 2009 | 10.    | Barbora Hamplová   | Aneta Grabcová    | Lucie Klukavá       | 7. listopadu 2009  | Palác Žofín (Velký sál)    |
| 2010 | 11.    | Denisa Domanská    | Tereza Jinochová  | Kateřina Suchárová  | 6. listopadu 2010  | Palác Žofín (Velký sál)    |
| 2011 | 12.    | Tereza Chlebovská  | Markéta Břízová   | Andrea Šárová       | 5. listopadu 2011  | Palác Žofín (Velký sál)    |

### Vedlejší tituly
| rok  | ročník | Miss Sympatie     | Miss Média        | Miss Internet    | Ostatní finalistky |
| ---- | ------ | ----------------- | ----------------- | ---------------- | --- |
| 2003 | 4.     | Hedvika Plocková  | x                 | x                | Lenka Olbertová |
| 2004 | 5.     | Iveta Lutovská    | x                 | x                | |
| 2005 | 6.     | Kateřina Papežová | x                 | x                | Zuzana Línková, Tereza Kardová, Markéta Judlová, Zuzana Putnářová, Lenka Nejezchlebová, Eva Zelinková, Gabriela Kořínková, Jana Vojkůvková, Kateřina Malá |
| 2006 | 7.     | Monika Horáková   | x                 | x                | Veronika Matušková, Michaela Junová, Nikola Vildová, Hana Mašlíková, Zdeňka Kopová, Radka Kosková, Lucie Smataníková, Jana Darmovzalová, Soňa Marková     |
| 2007 | 8.     | Klára Fiksová     | x                 | x                | Zuzana Chromcová, Tereza Jelínková, Kateřina Machová, Iva Hlobilová, Michaela Pecková, Kristina Svobodová, Lenka Hasíková, Soňa Matějková, Hana Balcarová |
| 2008 | 9.     | Barbora Čenková   | x                 | Michaela Dihlová | Veruše Jandová, Lucie Vitoslavská, Iva Paroubková, Aneta Zelená, Tereza Kotyšanová, Gabriela Bísková, Tereza Bartoňová, Barbora Záňová                    |
| 2009 | 10.    | Markéta Figeczká  | x                 | Kristýna Keřková | Šárka Sokolová, Anna Čermáková, Darja Jacukevičová, Alice Kocáková, Taťána Makarenko, Miroslava Dunová, Kateřina Částková                                 |
| 2010 | 11.    | Eliška Urbancová  | x                 | Denisa Domanská  | Anetta Brandeisová, Lucie Lichnerová, Alice Kemrová, Šárka Mohorková, Andrea Jarošová, Zuzana Adamcová, Jana Provazníková, Karolína Plocarová             |
| 2011 | 12.    | Tereza Chlebovská | Tereza Chlebovská | Markéta Břízová  | Anna Avakjanová, Anna Zeliková, Anna Čermáková, Kamila Muradová, Gabriela Franková, Kristýna Rybárová, Jana Tůmová                                        |

Od roku 2011 se začal udělovat titul Miss Média (kromě již udělovaných titulů Miss Sympatie a Miss Internet).